# Hilario Davide jr.

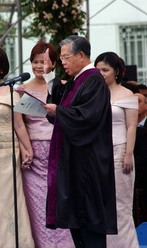
Hilario Davide jr.

Hilario Davide jr. (Argao, 20 december 1935) was een Filipijnse rechter en de 20e opperrechter van het Filipijnse hooggerechtshof. Davide werd op 30 november 1998 door toenmalig president Joseph Estrada benoemd. Hij legde de eed af in de Bonifacio Shrine te Manilla.
In 2000 was Davide de voorzitter van de afzettingsprocedure die tegen Joseph Estrada was aangespannen. Na de daadwerkelijke afzetting onder druk van een volksopstand (die ook wel EDSA II revolutie genoemd wordt) nam Davide de eed af van de nieuwe president Gloria Macapagal-Arroyo onder massale publieke belangstelling bij het EDSA-monument.
In 2000 werd Davide door de vooraanstaande krant Philippine Daily Inquirer uitgeroepen tot Filipino van het jaar.
Op 3 november werd bekendgemaakt dat Hilario Davide op 20 december 2005 met pensioen zal gaan. Als mogelijke opvolgers werden daarbij de vijf namen van de meeste ervaren rechters van het hooggerechtshof genoemd: Reynato Puno, Artemio Panganiban, Leonardo Quisumbing, Consuelo Ynares-Santiago en Angelina Sandoval-Gutierrez.
Op 20 december 2005 heeft president Gloria Macapagal-Arroyo Artemio Panganiban benoemd als opvolger van Davide.
Cayetano Arellano · Victorino Mapa · Manuel Araullo · Ramon Avanceña · Jose Abad Santos · José Yulo · Manuel Moran · Ricardo Paras jr. · Cesar Bengzon · Roberto Concepcion · Querube Makalintal · Fred Castro · Enrique Fernando · Felix Makasiar · Ramon Aquino · Claudio Teehankee sr. · Pedro Yap · Marcelo Fernan · Andres Narvasa · Hilario Davide jr. · Artemio Panganiban · Reynato Puno · Renato Corona · Maria Lourdes Sereno · De Castro